# Station Barnt Green
Barnt Green is een spoorwegstation in Engeland. 